# اران دائو
آران دائو (به انگلیسی : Arandao) یک پلتفرم فروشگاهی غیرمتمرکز مبتنی بر فناوری بلاک‌چین است که بر بستر بلاک‌چین نسل سوم پالیگان (Polygon) توسعه یافته‌است. این پلتفرم با معرفی مفهومی نوین تحت عنوان بازار غیرمتمرکز (D-Market)  رویکردی نوآورانه در حوزه تجارت الکترونیک و فروشگاه‌های آنلاین ارائه می‌دهد. هدف اصلی اراندائو ، ایجاد شفافیت کامل در فرآیندهای تجاری و حذف واسطه‌های مرکزی از زنجیره ارزش است.تمامی عملیات مرتبط با خرید، فروش، حسابداری و مدیریت تراکنش‌ها در این سیستم از طریق قراردادهای هوشمند انجام می‌شود، که نتیجه آن کاهش چشمگیر مداخله انسانی، افزایش شفافیت و ایمنی در برابر تهدیدات سایبری و حملات نفوذگرایانه است.
یکی از ویژگی‌های متمایز اران دائو، ساختار حکمرانی غیرمتمرکز آن است؛ به‌گونه‌ای که هیچ نهاد مدیریتی مرکزی بر تصمیم‌گیری‌ها کنترل ندارد و کلیه سیاست‌گذاری‌ها و تغییرات پلتفرم از طریق سازوکارهای سازمان خودگردان غیرمتمرکز (DAO) صورت می‌گیرد .

## اهمیت آراندائو در تجارت الکترونیک
پلتفرم‌های فروشگاه آنلاین سنتی، به دلیل ماهیت متمرکز خود، همواره با انتقاداتی از نظر شفافیت و عدالت در رقابت مواجه بوده‌اند. یکی از نگرانی‌های رایج پیرامون این پلتفرم‌ها، ادعاهایی است مبنی بر آن‌که شرکت‌های مرکزی با دسترسی به داده‌های فروش، محصولات پرفروش را شناسایی کرده و با تولید نمونه‌های مشابه، وارد رقابتی ناعادلانه با فروشندگان مستقل می‌شوند. این موضوع می‌تواند به تضعیف اکوسیستم فروشندگان و کاهش اعتماد عمومی منجر شود.
از سوی دیگر، در این مدل‌های سنتی، فروشندگان و خریداران که نقش اصلی را در پویایی و رشد پلتفرم ایفا می‌کنند، معمولاً از منافع توسعه‌ی پلتفرم بی‌بهره‌اند. سهام و سود حاصل از فعالیت‌های پلتفرم عمدتاً در اختیار تیم مدیریتی و هیئت‌مدیره باقی می‌ماند.
آران دائو با بهره‌گیری از فناوری بلاک‌چین و قراردادهای هوشمند، رویکردی شفاف و غیرمتمرکز را ارائه می‌دهد. در این بستر، رقابت میان فروشندگان بر پایه‌ شرایط برابر و بدون دخالت‌های پنهان انجام می‌شود؛ عاملی که در نهایت منجر به انتخاب آگاهانه‌تر و سود بیشتر برای خریداران می‌گردد. همچنین، آران دائو با معرفی مدلی نوین در سهام‌داری، امکان مشارکت فروشندگان و خریداران در مالکیت و مدیریت پلتفرم را فراهم کرده است؛ اقدامی که می‌تواند به ایجاد انگیزه بیشتر، توزیع عادلانه‌تر منافع، و ارتقاء پایداری اکوسیستم کمک کند.

## فرایند خرید در فروشگاه اران دائو
فرآیند خرید در اراندائو به‌طور خودکار و در کسری از ثانیه با فعال‌سازی مجموعه‌ای از قراردادهای هوشمند انجام می‌شود. در ادامه، مراحل مختلف این فرآیند توضیح داده شده است:
1. فعال‌سازی قرارداد هوشمند UVM: هنگامی که یک خریدار محصولی را خریداری می‌کند، قرارداد هوشمند UVM  فعال می‌شود و مبلغ پرداختی توسط خریدار را به مقصد مشخص انتقال می‌دهد.
2. انتقال سهم فروشنده و حاشیه سود بازار: پس از پرداخت مبلغ توسط خریدار، قرارداد هوشمند Market سهم فروشنده را از حاشیه سود بازار جدا کرده و سهم فروشنده مستقیماً به کیف پول دیجیتالی (Wallet) او واریز می‌شود. حاشیه سود بازار به قرارداد هوشمند   Gateway منتقل می‌گردد.
3. ایجاد توکن سهم خریدار و فروشنده: قرارداد هوشمند Gateway با توجه به میزان حاشیه سود منتقل‌شده، دستور ساخت توکن‌های سهم خریدار و فروشنده را به قرارداد هوشمند DNM ارسال می‌کند.
4. تبدیل رسید خرید به NFT : در این مرحله، قرارداد هوشمند Lazy Mint رسید خرید را به یک توکن غیرقابل تعویض (NFT) تبدیل کرده و آن را به کیف پول خریدار ارسال می‌کند.
5. ایجاد Node برای ذخیره اطلاعات خرید: قرارداد هوشمند Gateway برای هر خریدار یک Node ایجاد می‌کند تا اطلاعات خرید وی ذخیره شود. این اطلاعات به آران دائو این امکان را می‌دهد که در صورت خرید مجدد از همان خریدار، او را شامل دریافت پورسانت‌های آتی نماید.
6. در نهایت : خریدار و فروشنده با ارسال درخواست به قراردادهوشمند DNM سهم خود را برداشت می کنند .

تمام این فرآیندها در کسری از ثانیه صورت می‌گیرد، بدون نیاز به دخالت انسانی، و در محیطی کاملاً غیرمتمرکز انجام می‌شود که امنیت و شفافیت بالایی را برای کاربران فراهم می‌آورد.

## حکمرانی و ساختار مدیریتی آران دائو
توکن حاکمیتی آران دائو با نام DNM شناخته می‌شود و علاوه بر داشتن ماهیت حاکمیتی، به عنوان سهام پلتفرم نیز عمل می‌کند. توزیع این توکن‌ها بر اساس مدل شایسته‌سالاری طراحی شده است. بدین معنی که تنها افرادی که به توسعه و رشد اکوسیستم اراندائو کمک کرده‌اند، واجد شرایط دریافت این توکن‌ها هستند. به عبارت دیگر، هیچ‌کس بدون داشتن سهمی از تلاش‌های توسعه‌ای و نوآورانه، نمی‌تواند سهامی در این پلتفرم داشته باشد.

## تعداد توکن‌ها و توزیع آن‌ها
تعداد کل توکن‌های DNM که به‌طور کل قابل توزیع هستند، ۱۰ میلیون واحد است که به سه گروه اصلی از افراد تخصیص می‌یابد:
1. خریداران‌: ۶۰ درصد از کل توکن‌ها به خریداران اختصاص دارد. توزیع این توکن‌ها به این صورت است که به ازای هر ۱۰۰ UVM  (پول رایج فروشگاه) ۰.۰۸ توکن DNM به خریداران تعلق می‌گیرد. این روند تا زمانی ادامه خواهد داشت که ۶ میلیون واحد از توکن‌ها به خریداران تخصیص یابد.
2. فروشندگان: ۱۰ درصد از کل توکن‌ها به فروشندگان اختصاص دارد. توزیع توکن‌ها به ازای هر ۱۰۰ UVM ارزش تجاری، ۰.۰۲ توکن DNM برای فروشندگان آزاد می‌شود. این فرآیند تا زمان تخصیص تمام ۱ میلیون واحد ادامه خواهد داشت.
3. توسعه‌دهندگان:  ۳۰ درصد از کل توکن‌ها به توسعه‌دهندگان اختصاص دارد. توزیع این توکن‌ها به این شکل است که به ازای هر ۳۰۰۰ UVM ارزش تجاری از فروش هر محصول در فروشگاه،  ۰.۲ توکن DNM به توسعه‌دهندگان تعلق می‌گیرد.

## عضویت در جامعه ی دائو و فرآیند تصمیم گیری
تمام افرادی که دارای توکن DNM هستند، به عنوان عضو جامعه دائو شناخته می‌شوند و می‌توانند در فرآیندهای حاکمیتی آران دائو مشارکت کنند. اعضای جامعه این امکان را دارند که پروپوزال‌هایی برای بهبود پلتفرم ارسال کنند.
رای‌گیری بنیاد آران دائو
هر ساله، اعضای دائو در رای‌گیری بنیاد آران دائو شرکت می‌کنند و ۲۱ نفر را به عنوان اعضای بنیاد آران دائو انتخاب می‌کنند. اعضای بنیاد نمایندگان جامعه هستند و مسئولیت حفاظت از حقوق کاربران و اجرای پروپوزال‌های جامعه را بر عهده دارند. علاوه بر این، اعضای بنیاد آران دائو در برخی از قراردادهای هوشمند حق امضا دارند و می‌توانند تغییرات از پیش تعیین‌شده را اجرا کنند. همچنین، اعضای بنیاد دسترسی به خزانه‌های دائو خواهند داشت.
هر شخصی، فارغ از اینکه صاحب توکن DNM باشد یا نه، می‌تواند در فرآیند رای‌گیری بنیاد کاندیدا شود. اگر او موفق به کسب اعتماد اعضای جامعه شود، می‌تواند به عنوان عضو بنیاد فعالیت کند.